# Fulvio Jero
Fulvio Jero (Roma, 1916 – Bardia, 3 gennaio 1941) è stato un militare italiano, decorato con la medaglia d'oro al valor militare alla memoria nel corso della seconda guerra mondiale.

## Biografia
Nacque a Roma nel 1916, figlio di Aurelio e Francesca Repetti.
Conseguita la laurea giurisprudenza e già iscritto nell'albo dei procuratori legali, fu ammesso nel novembre 1938 alla Scuola allievi ufficiali per la specialità carristi. Nominato aspirante nel maggio 1939, fu destinato al 4º Reggimento fanteria carrista e sottotenente di complemento nell'ottobre dello stesso anno, assegnato al XXI battaglione carri leggeri "Trombi", e destinato in Libia. Dopo essere rientrato in Italia in licenza illimitata, in seguito all'entrata in guerra dell'Italia nel secondo conflitto mondiale a luglio 1940 ritornò in Africa Settentrionale assegnato raggiungere al LXII Battaglione carri "L" mobilitato della 62ª Divisione fanteria "Marmarica" allora schierata sul confine egiziano, prendendo parte all'offensiva in Egitto del settembre 1940. In seguito all'offensiva inglese del dicembre 1940, il LXII Battaglione carri venne completamente distrutto nella battaglia di Bardia nel corso della quale egli trovò la morte il 3 gennaio 1941. Venne successivamente insignito della medaglia d'oro al valor militare alla memoria.

### Riconoscimenti
Alla sua memoria è stato intitolato nel 1975 il LXII battaglione corazzato, costituito nel 1961 ed erede delle tradizioni del LXII Battaglione carri "L"; nel 1975 i battaglioni sostituirono la numerazione romana con quella araba e venne ripresa inoltre la tradizione di intitolare il reparto ad una medaglia d'oro al valor militare della specialità carristi, preferibilmente dello stesso battaglione e il LXII battaglione corazzato assunse la denominazione di 62º Battaglione corazzato "M.O. Jero" sciolto il 27 agosto 1992 per concorrere con il proprio personale, insieme al 62º Battaglione meccanizzato "Sicilia" alla formazione del 62º Reggimento fanteria corazzato "Sicilia".

### Fonti
1. ↑  Gruppo Medaglie d'Oro al Valore Militare 1965, p. 522.
2. 1 2 3 4 5 6  Combattenti Liberazione.
3. ↑   Jero Fulvio Sottotenente del LXII battaglione carri armati leggeri Marmarica, su museocavalleria.it. URL consultato il 10 gennaio 2018 (archiviato dall'url originale il 9 gennaio 2018).
4. ↑  Motivazione della Medaglia d'oro al valor militare sul sito del Quirinale
5. ↑  Registrato alla Corte dei conti il 3 luglio 1947, Esercito registro 15, foglio 103.